# Perast
Perast (serbokroatisch-kyrillisch Пераст; italienisch Perasto) ist eine zur Gemeinde Kotor gehörende Kleinstadt in Montenegro. Sie liegt unterhalb des St.-Elias-Bergs (873 m) am Ufer der Bucht von Kotor. Über die Uferstraße an der Bucht ist Perast mit Risan im Norden und Kotor im Südosten verbunden.
Zu Perast gehören die beiden kleinen Inseln St. Georg (Sveti Đorđe) und St. Marien auf dem Felsen (Gospa od Škrpjela). Auf der einen Insel liegt der Friedhof des Ortes, die andere ist mit ihrer Kapelle ein bekannter Wallfahrtsort.

## Geschichte
Bereits im Neolithikum wurde das Gebiet des Städtchens um 3500 v. Chr. besiedelt. Auch während der illyrischen, griechischen und römischen Epoche war es kontinuierlich bewohnt.

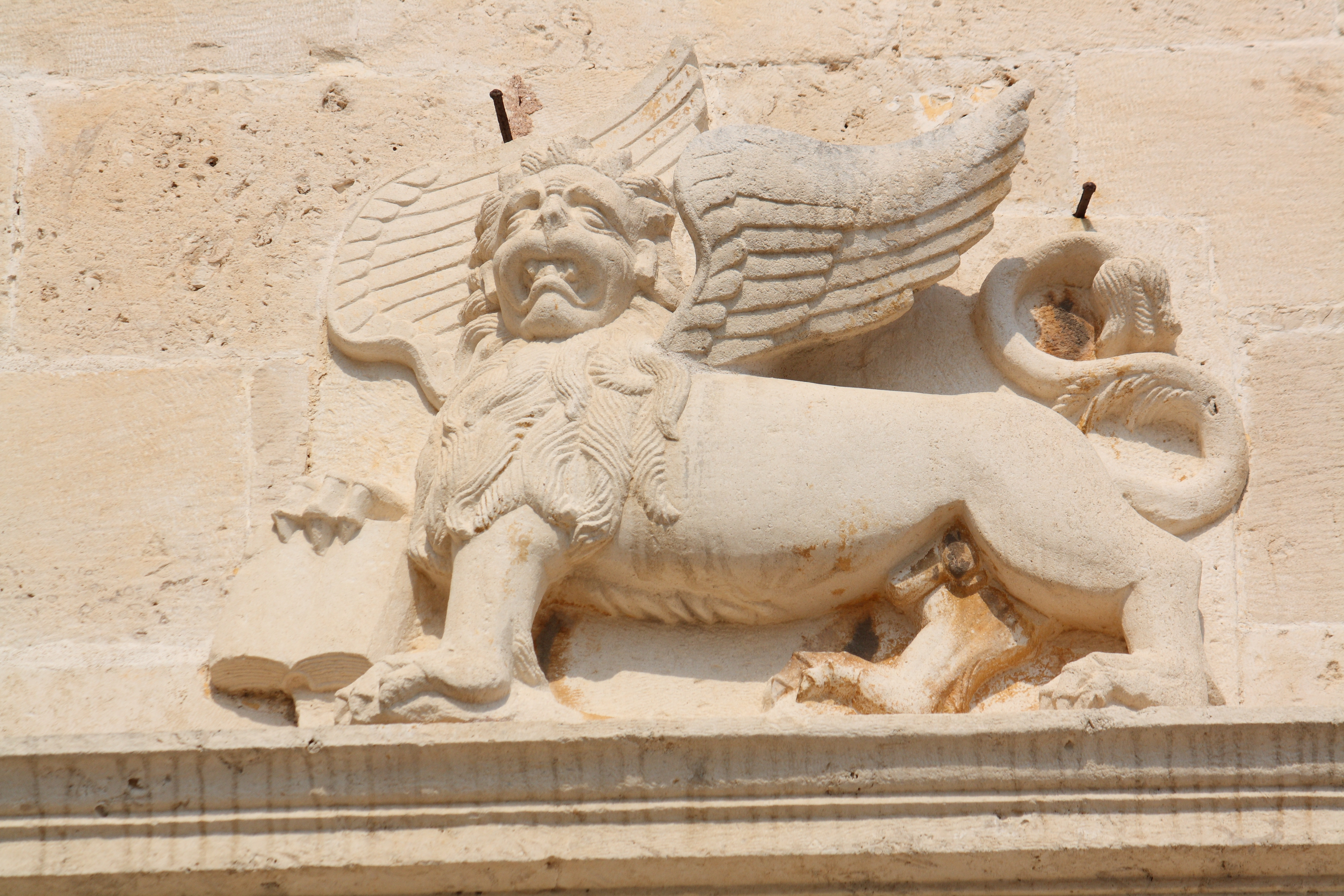
Ein Markuslöwe, Symbol der venezianischen Herrschaft

Im Mittelalter waren Perast und die anderen Orte an der Bucht zwischen den lokalen Fürstentümern (Zeta, Bosnien) und der Republik Venedig umstritten und die Besitzverhältnisse wechselten häufig. Der Ort stellte sich als erster an der Bucht freiwillig unter den Schutz der Markusrepublik. Weil viele Einwohner den Venezianern in der Flotte der Republik besonders treu gedient hatten, verlieh die Signoria der kleinen Stadt 1368 den klangvollen Titel „Fedelissima Gonfaloniera“ (Treueste Bannerträgerin).
Das alte Perast hatte keine Stadtmauer, sondern wurde durch neun einzelne Türme geschützt. Diese wurden im 15. und 16. Jahrhundert zum Schutz gegen die Osmanen erbaut, nachdem der Ort 1420 wieder unter die Herrschaft der Venezianer gekommen war.

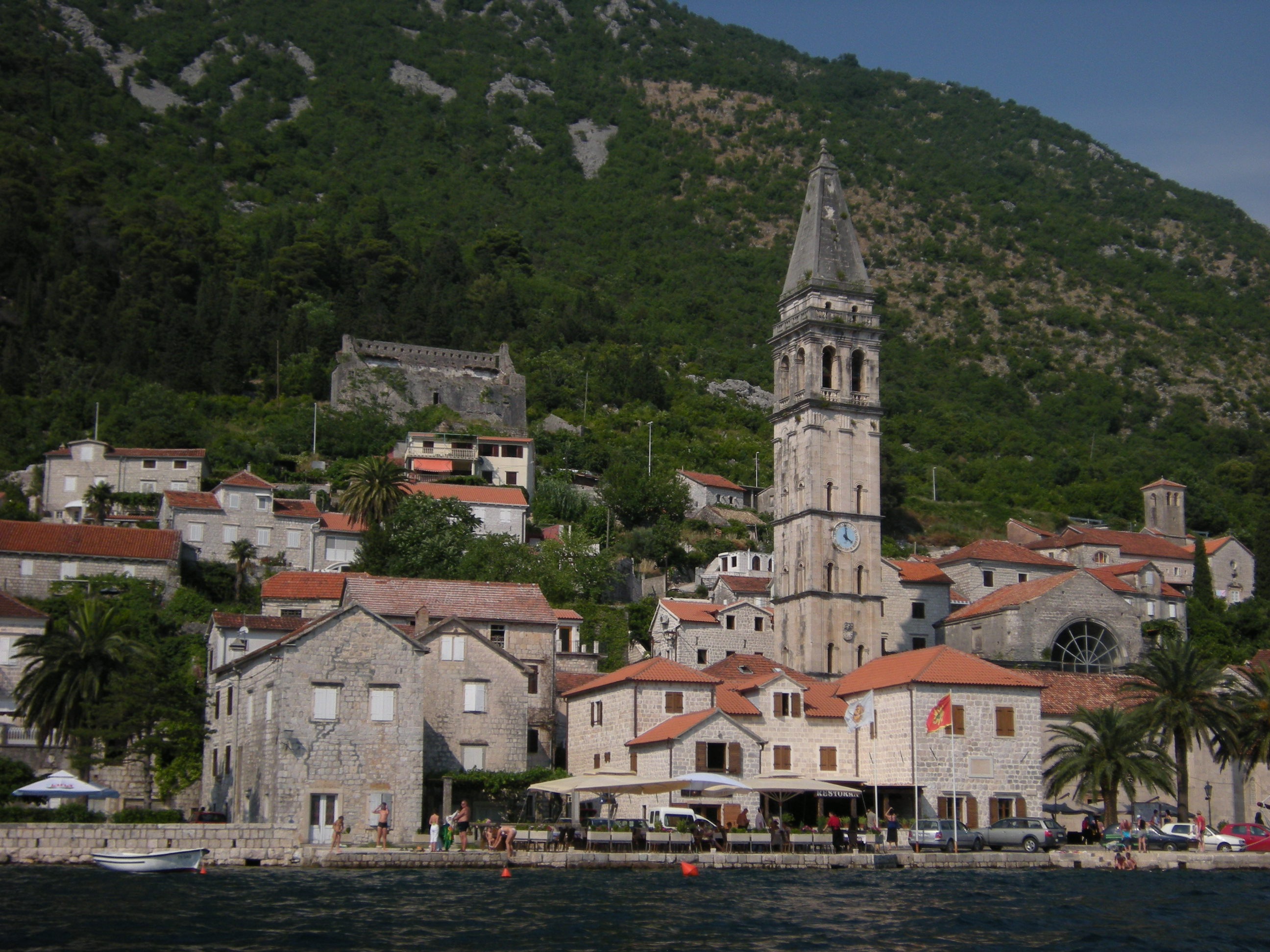
Blick über die Altstadt

Nach dem Ende der Türkenkriege hatte Perast im 18. Jahrhundert seine Blütezeit. Im Ort gab es vier Reedereien, die zusammen eine Flotte von mehr als 100 Handelsschiffen unterhielten. Viele der zu Wohlstand gekommenen Kapitäne wählten Perast zu ihrem Alterssitz und erbauten sich kleinere oder größere Villen, die das heutige Stadtbild prägen. Ende des 18. Jahrhunderts hatte Perast mehr als 1600 Einwohner. 1797 sorgte der Druck Frankreichs unter der Führung Napoleons für die Auflösung der Republik.
Im 19. Jahrhundert verlor der Ort an Bedeutung und die Einwohnerzahl sank bis 1910 auf 430. Eine Erholung von den Verlusten trat nie ein, 2003 lebten in Perast 349 Einwohner.
Sehenswert ist die orthodoxe Kirche des Ortes, in der sich eine kleine Ausstellung mit Reliquien, liturgischen Gegenständen und Schmuck befindet.

### Geschichte
- Francesco Viscovich: Storia di Perasto (Raccolta di Notizie e Documenti) dalla caduta della repubblica Veneta al ritorno degli Austriaci. Trieste 1898.
- Giuseppe Gelcich: Memorie storiche sulle bocche di Cattaro, Zara 1880.

### Reiseführer
- Goran Ž. Komar: Boka Kotorska. Kulturno-istorijski vodič, Belgrad 2002. ISBN 86-83727-10-6.
- Branko Sbutega, Gracija Brajković: Maria vom Felsen. Perast, Zagreb 1988.
- Ivo Stjepčević: Führer durch Kotor (Cattaro) und die Bocche, Hercegnovi/Kotor 1927.

### Sonstige ältere Werke
- Borivoje Ž. Milojević: Boka Kotorska (Regionalno-geografska), in: Zbornik radova (Zeitschrift d. Geograph. Inst. d. Serb. Akademie d. Wiss.), Jg. 1953, S. 1–52.